# Ceroplastes janeirensis
Ceroplastes janeirensis är en insektsart som först beskrevs av Gray 1828.  Ceroplastes janeirensis ingår i släktet Ceroplastes och familjen skålsköldlöss. Inga underarter finns listade i Catalogue of Life.